# Organizzazione internazionale della radiodiffusione e della televisione
L'Organizzazione internazionale della radiodiffusione e della televisione (nome ufficiale in francese: Organisation Internationale de Radiodiffusion et de Télévision, abbreviato in OIRT) è stata un'associazione internazionale di radio e televisioni dell'Europa orientale.
Proprio come il suo equivalente europeo occidentale, l'Unione europea di radiodiffusione, l'OIRT aveva come scopo principale la promozione della radio e della tv, così come la cooperazione internazionale attraverso lo scambio d'informazioni e di produzioni tra i diversi paesi membri.
Gestì la rete Intervisione a partire dal 1961 fino al 1993, anno in cui si fuse con l'UER.

## Storia
Fu fondata il 28 giugno 1946 come organizzazione internazionale della radiodiffusione (OIR) da 26 emittenti radiofoniche europee fuoriuscite dall'unione internazionale di radiofonia (UIR).
Con sede a Bruxelles, era sotto l'autorità di due condirettori, nominati uno dall'Unione Sovietica e l'altro dalla Francia. Tuttavia, l'inizio della Guerra fredda congelò le relazioni tra i due blocchi e quattro anni più tardi, nel 1950, alcuni paesi (Belgio, Egitto, Francia, Italia, Libano, Lussemburgo, Marocco, Principato di Monaco e Paesi Bassi) decisero di lasciare l'organizzazione e di fondarne una nuova, l'Unione europea di radiodiffusione.
A partire da quel momento, l'OIRT comprese prevalentemente i paesi socialisti (Albania, Bulgaria, Ungheria, Polonia, Germania Est, Romania, Cecoslovacchia, URSS) più la Finlandia, paese neutrale che faceva parte sia dell'OIRT che dell'UER. La sede dell'organizzazione fu trasferita da Bruxelles a Praga nel 1950.
Tra il 1977 e il 1980, l'OIRT organizzò a Sopot (Polonia) quattro edizioni del Concorso Intervisione della Canzone, manifestazione strutturata sul modello dell'Eurovision Song Contest.
A differenza dell'Europa occidentale, i paesi affiliati trasmettevano in FM sulla banda OIRT da 65.8 a 74 MHz, tranne la Germania Est, che ha sempre usato le frequenze da 87.5 a 100 MHz, poi più tardi fino a 104 MHz.
L'organizzazione fu chiusa il 31 dicembre 1992 e inglobata a partire dal 1º gennaio 1993 nell'UER.

## Membri
| Nazione          | Emittente                                                              | Abbr.  | Adesione | Uscita |
| ---------------- | ---------------------------------------------------------------------- | ------ | -------- | ------ |
| Afghanistan      | Radio Television Afghanistan                                           | RTA    | 1978     | 1992   |
| Albania          | Radio Televizioni Shqiptar                                             | RTSH   | 1946     | 1971   |
| Algeria          | Radiodiffusion télévision algérienne                                   | RTA    | 1962     | 1970   |
| Belgio           | Institut national de radiodiffusion                                    | INR    | 1946     | 1950   |
| Belgio           | Nationaal Instituut voor de Radio-omroep                               | NIR    | 1946     | 1950   |
| Bielorussia      | Belaruskaja Tele-Radio Campanija                                       | BTRC   | 1991     | 1993   |
| Bulgaria         | Bălgarskoto Nacionalno Radio                                           | BNR    | 1946     | 1993   |
| Bulgaria         | Bălgarska Nacionalna Televizija                                        | BNT    | 1959     | 1993   |
| Cecoslovacchia   | Československý rozhlas                                                 | ČSR    | 1946     | 1992   |
| Cecoslovacchia   | Československá Televize/Československá Televízia                       | ČST    | 1957     | 1992   |
| Cina             | Radio Pechino                                                          | RP     | 1952     | 1961   |
| Cina             | Televisione Pechino                                                    | BTV    | 1958     | 1961   |
| Corea del Nord   | Sistema centrale di trasmissione televisiva                            | KCBC   | 1953     | 1993   |
| Cuba             | Istituto Cubano di Radiotelevisione                                    | ICRT   | 1962     | 1993   |
| Germania Est     | Rundfunk der DDR                                                       | DDR    | 1951     | 1990   |
| Germania Est     | Deutscher Fernsehfunk                                                  | DFF    | 1952     | 1990   |
| Egitto           | Unione della radio e della televisione egiziana                        | ERTU   | 1946     | 1950   |
| Estonia          | Eesti Raadio                                                           | ER     | 1991     | 1993   |
| Estonia          | Eesti Televisioon                                                      | ETV    | 1991     | 1993   |
| Finlandia        | Yleisradio Oy                                                          | Yle    | 1946     | 1993   |
| Francia          | Radiodiffusion française                                               | RDF    | 1946     | 1949   |
| Francia          | Radiodiffusion-Télévision Française                                    | RTF    | 1949     | 1950   |
| Italia           | Radiotelevisione Italiana                                              | RAI    | 1946     | 1950   |
| Jugoslavia       | Jugoslovenska radiotelevizija                                          | JRT    | 1946     | 1950   |
| Lettonia         | Latvijas Radio                                                         | LR     | 1991     | 1993   |
| Lettonia         | Latvijas Televīzija                                                    | LTV    | 1991     | 1993   |
| Libano           | Télé Liban                                                             | TL     | 1946     | 1950   |
| Lituania         | Lietuvos Radijas ir Televizija                                         | LRT    | 1991     | 1993   |
| Lussemburgo      | Compagnie Luxembourgeoise de Radiodiffusion                            | CLR    | 1946     | 1950   |
| Marocco          | Société nationale de radiodiffusion et de télévision                   | SNRT   | 1946     | 1950   |
| Moldavia         | TeleRadio Moldova                                                      | TRM    | 1991     | 1993   |
| Monaco           | Radio Monte-Carlo                                                      | RMC    | 1946     | 1950   |
| Nicaragua        | Sistema Sandinista de Televisión                                       | SSTV   | 1984     | 1990   |
| Paesi Bassi      | Nederlandse Radio Unie                                                 | NRU    | 1946     | 1950   |
| Polonia          | Polskie Radio                                                          | PR     | 1946     | 1993   |
| Polonia          | Telewizja Polska                                                       | TVP    | 1952     | 1993   |
| Romania          | Societatea Română de Radiodifuziune                                    | ROR    | 1946     | 1993   |
| Romania          | Televiziunea Română                                                    | TVR    | 1956     | 1993   |
| Russia           | Radio Dom Ostankino - Radio Majak - Radio Orfej - La Voce della Russia | RDO    | 1991     | 1993   |
| Russia           | Kanal Ostankino                                                        | C1     | 1991     | 1993   |
| Russia           | RossijskoeTeleradio                                                    | RTR    | 1991     | 1993   |
| Siria            | General Organization of Radio and TV                                   | ORTAS  | 1946     | 1993   |
| Tunisia          | Radio Tunis                                                            | RT     | 1946     | 1950   |
| Ucraina          | Nacional'na Radiokompanija Ukraïny                                     | NRU    | 1991     | 1993   |
| Ucraina          | Nacional'na Telekompanija Ukraïny                                      | NTU    | 1991     | 1993   |
| Ungheria         | Magyar Rádió                                                           | HU     | 1946     | 1993   |
| Ungheria         | Magyar Televízió                                                       | MTV    | 1952     | 1993   |
| Unione Sovietica | Vsesojuznoe radio                                                      |        | 1946     | 1991   |
| Unione Sovietica | Central'noe televidenie SSSR                                           | CT SSR | 1946     | 1991   |
| Vietnam          | Voice of Vietnam                                                       | VOV    | 1956     | 1993   |
| Vietnam          | Vietnam Television                                                     | VTV    | 1976     | 1993   |
| Yemen del Sud    | Aden Radio                                                             |        | 1971     | 1990   |
| Yemen del Sud    | Yemen TV                                                               |        | 1971     | 1990   |
| Vietnam          | Vietnam Television                                                     | VTV    | 1946     | 1991   |

### Membri associati
| Nazione        | Emittente                                                                                       | Abbr. | Adesione | Uscita |
| -------------- | ----------------------------------------------------------------------------------------------- | ----- | -------- | ------ |
| Germania Ovest | Arbeitsgemeinschaft der öffentlich-rechtlichen Rundfunkanstalten der Bundesrepublik Deutschland | ARD   | 1988     | 1993   |
| Germania Ovest | Zweites Deutsches Fernsehen                                                                     | ZDF   | 1988     | 1993   |
| Mongolia       | Mongolian National Broadcaster                                                                  | MNB   | 1967     | 1993   |